# 立陶宛护照
立陶宛護照是一種官方文件，專門發給立陶宛公民以表明身份和/或方便在立陶宛境外旅行（立陶宛當局可能會向非公民頒發其他類型的護照；例如“外國人護照” ，或“無國籍人的護照”，或“難民的護照”）。每個立陶宛公民也是歐盟公民。立陶宛護照以及國民身份證允許在歐盟、歐洲經濟區和瑞士的任何一個國家自由遷徙和居住。
護照本包含 32 頁和聚碳酸酯個人資料頁；個人數據、照片和簽名均採用激光雕刻。護照是根據國際民航組織的要求製造的。所有數據“括號”都可以用立陶宛語、英語和法語閱讀。護照可應要求發給立陶宛公民，有效期最長為十年（成人）和五年（5-16 歲的兒童）。對於年幼的孩子，護照有效期為兩年，可單獨申請延長至五年。
2006年8月28日起，立陶宛護照成為電子護照（即包含電子生物特徵數據），而從2008年1月1日開始，立陶宛護照以新格式簽發（最顯著的特點是酒紅色和封面上寫著“歐盟”(用立陶宛語拼寫)）。與所有電子護照一樣，RFID存儲芯片以電子形式存儲照片和其他數據（例如指紋），可以被國外的邊境機構在幾英尺的距離內讀取。2019 年，護照再次更新，具有新的內部功能。新護照的設計符合歐盟的要求和國際民航組織（ICAO）的建議。護照包含 32 頁，外加一張聚碳酸酯個人識別頁，上面有雷射雕刻機雕刻的數據、照片和簽名。
根据2025年1月8日发布的亨利护照指数，立陶宛护照可免签证、落地签证或电子签证入境185个国家和地区，位居世界第10，与拉脱维亚、斯洛文尼亚、阿拉伯联合酋长国护照并列。